# 段华洽
段华洽（1954年—），男，安徽大学管理学院公共行政系硕士生导师，安徽大学MBA中心、MPA中心教授 。

## 主讲课程
自20世纪80年代从事管理科学的教学、研究与实践工作，先后在安徽大学法律系、管理学系、工商管理系任教。主要担任课程《社会调查研究方法》、《人力资源管理》、《公共人力资源管理》、《绩效与薪酬管理》等本科课程，《现代社会学理论》《公共部门人力资源管理》等研究生课程。

## 主要成就
段华洽教授曾主持、参与多项省部级社科、软科学研究项目，完成和担任三项省教育厅重点教研课题，《社会调查研究方法教学改革实践》获得安徽省社会科学成果奖两次、省教学成果二等奖，“2011年度安徽MBA优秀教师”称号。

## 外部鏈接
- 段华洽的新浪微博
- 個人博客 （页面存档备份，存于）